# Ассумар
Ассумар (порт. Assumar)  —  район (фрегезия) в Португалии,  входит в округ Порталегре. Является составной частью муниципалитета  Монфорте. По старому административному делению входил в провинцию Алту-Алентежу. Входит в экономико-статистический  субрегион Алту-Алентежу, который входит в Алентежу. Население составляет 687 человек на 2001 год. Занимает площадь 63,68 км².